# Rue Julien-Lacroix
La rue Julien-Lacroix est une voie située dans le 20e arrondissement de Paris, en France.

## Situation et accès
La rue débute rue de Belleville et s'élève progressivement jusqu'au bas du parc de Belleville avant de redescendre pour finir rue de Ménilmontant.

La rue au niveau du Parc de Belleville
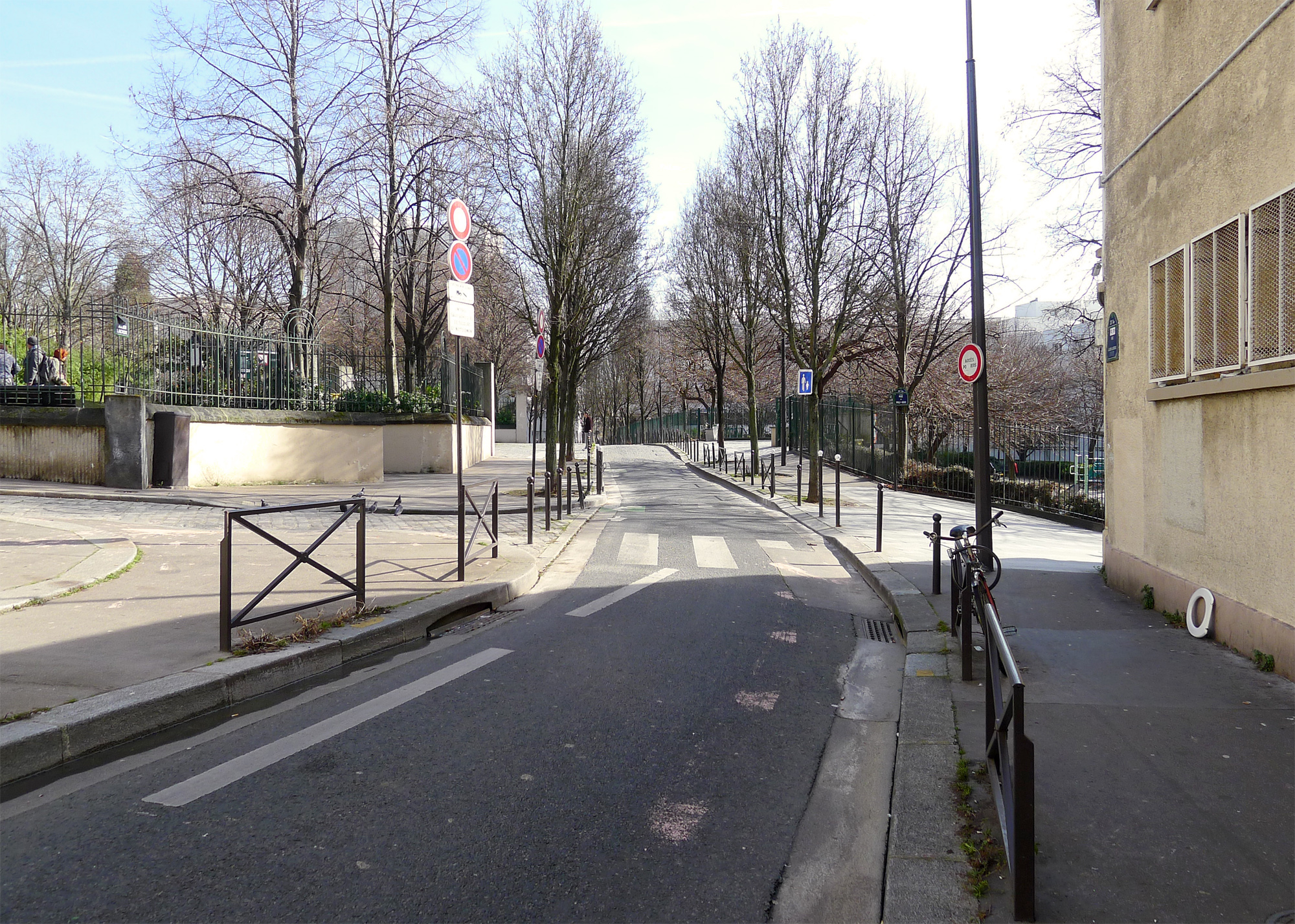
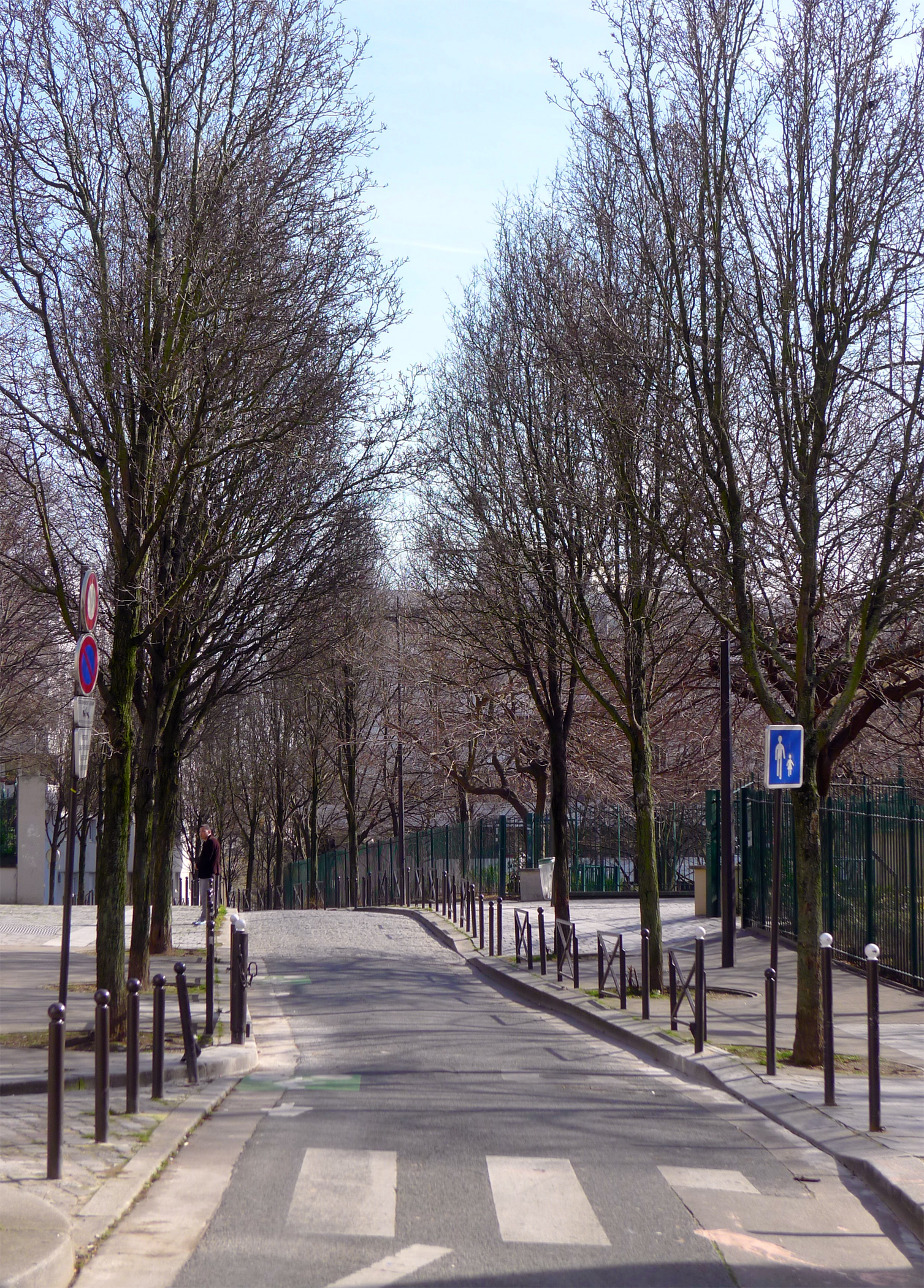

À proximité de son sommet, la rue passe entre le parc de Belleville et le jardin de Pali-Kao.

Espaces verts
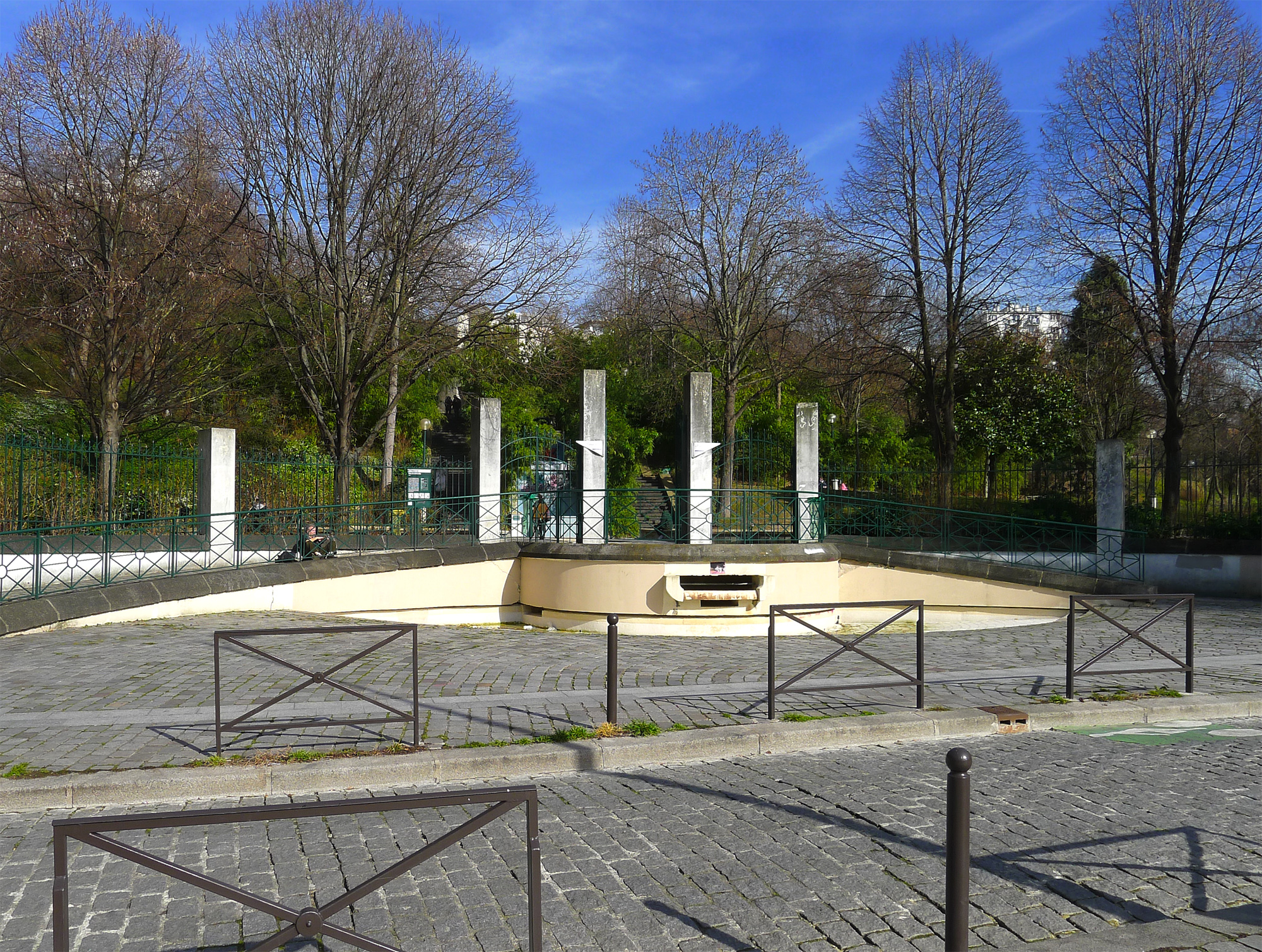
Entrée du parc de Belleville.
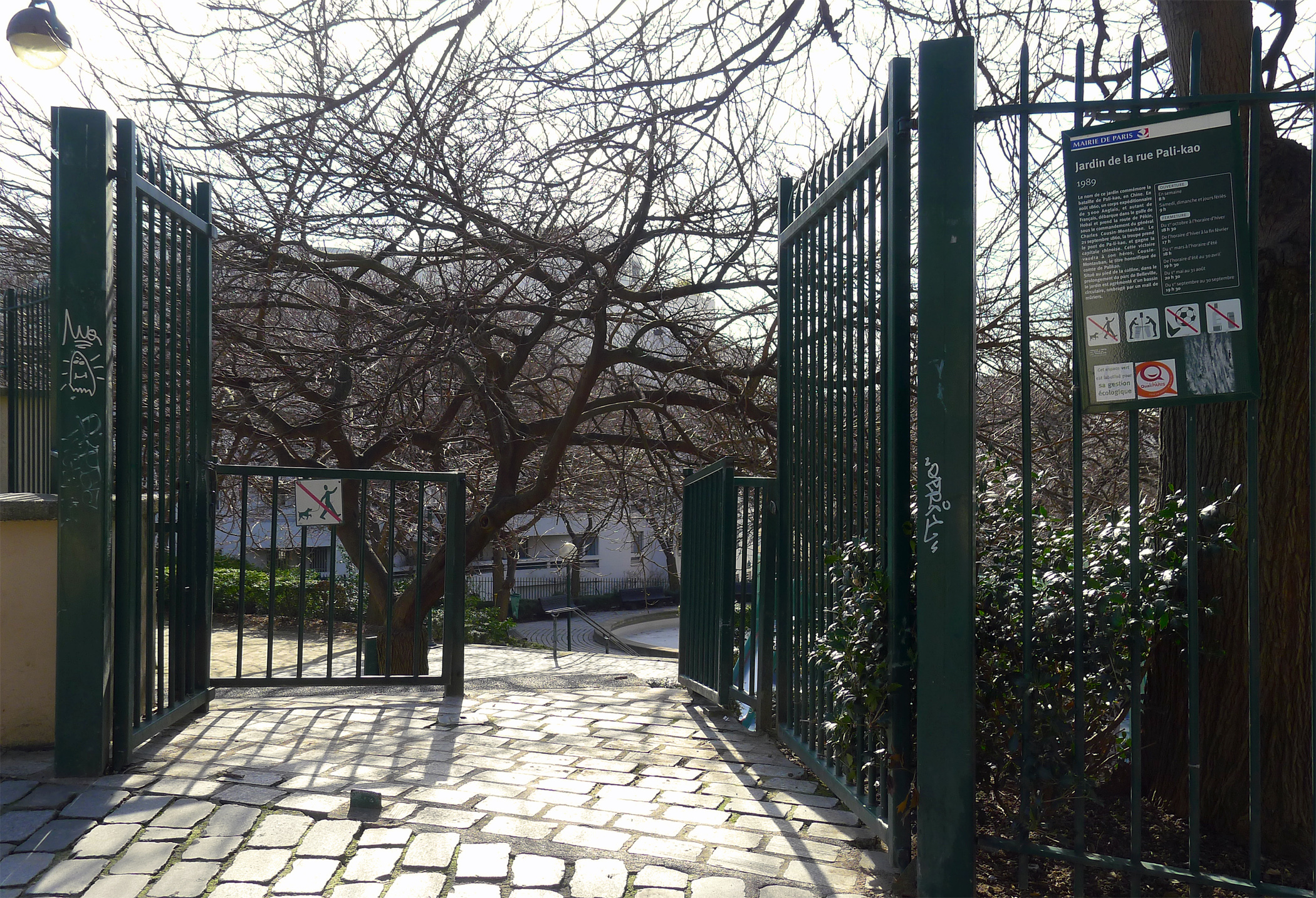
Entrée du jardin de Pali-Kao.

Voies rencontrées
- la rue Étienne-Dolet
- la rue d'Eupatoria
- la rue du Liban
- la rue de l'Élysée-Ménilmontant
- la rue des Maronites
- la rue des Couronnes
- la rue Vilin
- la rue de Pali-Kao
- le passage de Pékin
- la rue Ramponeau
- la rue Jouye-Rouve
- la rue Lesage

La rue Julien-Lacroix est desservie par les lignes 2 et 11 à la station Belleville et 2 aux stations Couronnes et Ménilmontant.

## Origine du nom
Cette voie est nommée d'après Julien Lacroix, l'un des grands propriétaires de la colline de Belleville sur laquelle la rue fut créée en 1868. Ces terrains lui avaient été donnés par Charles X pour le récompenser de son rôle dans la restauration des Bourbon.

## Historique
Cette rue résulte de la fusion en 1868 des voies qui étaient situées sur l'ancienne commune de Belleville :
- entre les rues de Ménilmontant et des Couronnes d'une partie du « chemin des Couronnes » indiqué en 1730 et devenu en 1837 la « rue des Couronnes » ;
- la « rue Caroline » entre les rues des Couronnes et Vilin ;
- la « rue de Rivoli » entre les rues Vilin et du Sénégal ;
- la « rue Julien-Lacroix » entre les rues du Sénégal et de Belleville.

L'ensemble de ces voies avait été ouvert par Julien Lacroix sur les terrains vagues que Charles X lui avait donnés sur la commune de Belleville.
Cette voie de l'ancienne commune de Belleville est classée dans la voirie parisienne le 23 mai 1863 et prend sa dénomination actuelle par arrêté du 2 avril 1868.
Le 23 mars 1918, durant la première Guerre mondiale, un obus lancé par la Grosse Bertha explose au no 10 rue Julien-Lacroix.

## Bâtiments remarquables et lieux de mémoire
- No 2 quater : église Notre-Dame-de-la-Croix de Ménilmontant.
- No 16 : école élémentaire Julien-Lacroix.
- No 24 : Dans le film Tchao Pantin, Mahmoud, l'homme de main de Rachid, le fournisseur y habite, dans un squat.
- Nos 31-37 la résidence du Pressoir
- No 36 : station Vélib'.
- No 57 : station Vélib'.
- No 75 : synagogue de Belleville.
- No 97 : temple protestant de Belleville, inauguré en 1880 et membre de l'Église protestante unie de France.